# Харчук Євген Федорович
Євген Федорович Харчук (22 вересня 1922 — 11 червня 2016, місто Київ) — радянський партійний діяч, секретар Київського обласного комітету КПУ, 1-й секретар Жовтневого районного комітету КПУ міста Києва.

## Життєпис
Освіта вища.
Член КПРС з 1960 року.
З грудня 1964 до 1966 року — 1-й секретар Жовтневого районного комітету КПУ міста Києва.
У липні 1966 — 11 лютого 1974 року — секретар Київського обласного комітету КПУ з промисловості.
З 1974 року — заступник міністра побутового обслуговування населення Української РСР.
Потім — на пенсії в місті Києві.

## Нагороди
- орден Дружби народів (1981)
- ордени
- медалі